# Club Passim
Club Passim ist ein Folkklub in Cambridge, Massachusetts, in dem viele Musiker ihre Karriere starteten oder im Laufe ihrer Karriere auftraten.

## Geschichte
1958 wurde von der Club 47 für Jazz- und Bluesmusik von der späteren Regisseurin Joyce Chopra (u. a. Criminal Intent – Verbrechen im Visier) und Paula Kelley eröffnet. Der Name Club 47 ging auf die ursprüngliche Adresse zurück.
Gleich im ersten Monat wurde der Club von der Polizei geschlossen, da es damals verboten war, Essen und Getränke neben (Blues-)Musik in derselben Lokalität zu verkaufen. Die Betreiber umgingen das Gesetz, indem sie daraus einen Privatclub ohne Eintritt machten. Nachdem der Club ein weiteres Mal geschlossen werden sollte, konnte dies verhindert werden, indem man offizielle Musikfestivals stattfinden ließ, bis die Presse und die Bevölkerung auf der Seite des Clubs waren.
1963 wechselte der Standort, doch der Club behielt bis 1969 seinen Namen. Erst dann wurde der Clubname in Passim geändert und 1994 in den heutigen Namen. Der Name Passim beruht hierbei laut eigener Aussage auf dem Fachbegriff Passim.
In den sechziger Jahren beteiligte sich der Club am Folk-Revival und gab vielen neuen Folk- und Folk-Rockbands die Möglichkeit aufzutreten. Dank diverser Auftritte von bekannten und aufstrebenden Bands spielte der Club eine besondere Rolle für die Folkbewegung in Cambridge. Der Journalist Scott Alarik beschrieb den Club in seinem Buch über die Folk-Zeit Deep Community als den angesagten/ausgewählten Club für Folkies.
Heute befinden sich unter dem Dach des Club Passim eine Musik- und Kulturschule für Kinder und Jugendliche und ein Restaurant. Betsy Siggins Schmidt, eine Kommilitonin von Joan Baez, managt inzwischen den Club.

## Aufgetretene Musiker
Kurz nach der Eröffnung 1958 trat die damals noch unbekannte Joan Baez auf und gab ihr erstes Konzert.
1961 trat die Folksängerin Carolyn Hester auf. Bei ihrem Auftritt saß der Newcomer Bob Dylan im Publikum, der in ihren Pausen auftrat und sich davon einen Vertrag versprach.
Muddy Waters war einer der ersten etablierten Bluesmusiker, der den Chicago Blues im Club aufführte. Sein Auftritt wurde von der Polizei unterbrochen, da die Musik zu laut war.
Der Folksänger Bill Staines erwähnte seinen Auftritt im Club 47, den er zu Anfang seiner Karriere 1962 zum ersten Mal betrat, in seiner Autobiografie und beschrieb ihn als einen Club, in dem viele Folkmusiker in den Sechzigern ihre Karriere starteten.
Mitte der sechziger Jahre trat die frisch gegründete Band The Lovin’ Spoonful auf.
Die Rhythm and Bluessängerin Bonnie Raitt schrieb sich nur deshalb 1967 als Studentin am Radcliffe College ein, da der Club in der Nähe lag. Auch sie gab hier Auftritte.
Zu den weiteren Musikern, die im Club auftraten, gehören Bruce Springsteen, Tom Rush, Shawn Colvin, Suzanne Vega, Peter Wolf, Taj Mahal, Judy Collins und Nanci Griffith.